# Propuesta de Constitución Política de la República de Chile de 2023
La propuesta de Constitución Política de la República de Chile de 2023 es el texto de carácter jurídico de dicho país que fue elaborado por la Comisión Experta, en un anteproyecto, y el Consejo Constitucional entre marzo y noviembre de 2023. Esta propuesta fue plebiscitada el 17 de diciembre de 2023, siendo rechazada.

## Historia

### Origen de la propuesta de Constitución
- Wikisource contiene obras originales de Acuerdo por Chile.

El 4 de septiembre de 2022 se realizó un referéndum con el objeto de determinar si la ciudadanía estaba de acuerdo o no con la propuesta de Constitución Política de la República redactada por la Convención Constitucional. En él la propuesta fue rechazada por el 61.86 % de los electores. El presidente de la República, Gabriel Boric, indicó que este plebiscito no era el fin del proceso constituyente. Tras esto Boric se reunió con los presidentes del Senado y la Cámara de Diputadas y Diputados —Álvaro Elizalde y Raúl Soto, respectivamente— con el objetivo de generar un acuerdo en el Congreso Nacional para establecer un camino que permitiera avanzar en el proceso constituyente.
El 6 de septiembre de 2022, Boric se reunió con los presidentes de los diferentes partidos políticos para definir las acciones a seguir para continuar el proceso constituyente. Al día siguiente, en el Senado se reunieron los presidentes de los partidos políticos y los jefes de las bancadas parlamentarias de estos, iniciando así las conversaciones sobre las reformas constitucionales para dar continuidad al proceso.
En octubre de 2022 se generó en el Congreso Nacional un acuerdo de bases constitucionales que buscó establecer 12 principios orientadores para la redacción del nuevo texto constitucional. Finalmente, el 12 de diciembre de 2022, se arribó a un documento que estableció tanto las bases de contenido como el trabajo de tres órganos distintos para la redacción de un nuevo texto constitucional. Este documento fue presentado esa misma noche como «Acuerdo por Chile» por los presidentes de la Cámara de Diputadas y Diputados y el Senado.

### Elaboración y características
La propuesta de Constitución Política de 2023 fue fabricado por un órgano especialmente electo para este fin, el Consejo Constitucional regulado por el Capítulo XV de la Constitución Política de la República de Chile de 1980, el cual tiene como objeto solamente redactar una propuesta de texto. A este se sumaría una comisión de expertos que redactará un anteproyecto de Constitución.
El Consejo Constitucional está compuesto de manera paritaria por 25 hombres y 25 mujeres. Las elecciones de consejeros constitucionales se realizaron el 7 de mayo de 2023 para elegir a los integrantes encargados de redactar un nuevo texto constitucional. Estos comicios se llevaron a cabo luego de ser aprobada la reforma constitucional que creó el proceso para crear una nueva carta magna.

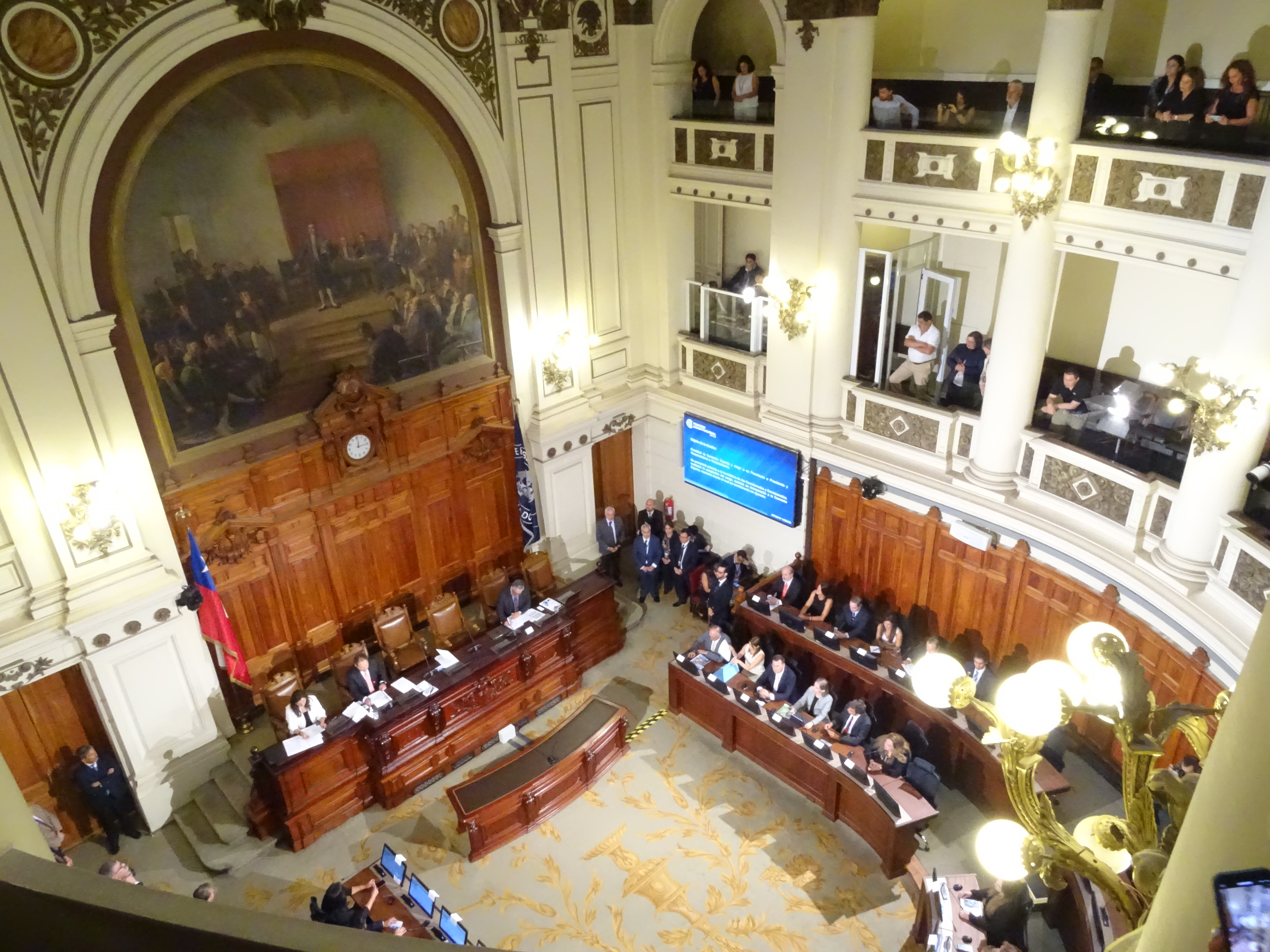
Sesión de instalación de la Comisión Experta (6 de marzo de 2023).

Asimismo, la Comisión Experta cuenta con 24 miembros, 12 designados por la Cámara de Diputados y Diputadas y 12 por Senado, manteniendo las reglas de paridad. Se instaló en el Palacio del ex Congreso Nacional de Chile el 6 de marzo de 2023, comenzando así sus funciones. El 10 de marzo de 2023 presentó la propuesta de estructura del texto constitucional; en ella se detallan los diferentes capítulos que debía contener la propuesta de nueva Constitución, la cual deberá ser ratificada por los 3/5 de los comisionados. Se acordó el siguiente esquema:
1. Fundamentos del orden constitucional.
2. Derechos fundamentales, libertades, garantías y deberes.
3. Congreso Nacional.
4. Gobierno y administración del Estado.
5. Gobierno y administración del Estado descentralizado.
6. Poder Judicial.
7. Representación política y participación.
8. Corte Constitucional.
9. Ministerio Público.
10. Justicia electoral y Servicio Electoral.
11. Contraloría General de la República.
12. Banco Central.
13. Procedimientos de cambio constitucional.
14. Disposiciones transitorias.

El 15 de marzo de 2023, en la sesión plenaria, se aprobó el esquema que deberá tener la propuesta de Constitución. En ella, y por un cuórum de 3/5 fueron aprobados 15 capítulos —14 de normas permanentes y 1 de disposiciones transitorias—, agregando el de protección del medio ambiente. Por otra parte se rechazó la inclusión de un capítulo referente a las fuerzas armadas por no alcanzar el cuórum requerido:
1. Fundamentos del orden constitucional.
2. Derechos y libertades fundamentales, garantías y deberes constitucionales.
3. Representación política y participación.
4. Congreso Nacional.
5. Gobierno y administración del Estado.
6. Gobierno y administración regional y local.
7. Poder Judicial.
8. Corte Constitucional.
9. Ministerio Público.
10. Justicia Electoral y Servicio Electoral.
11. Contraloría General de la República.
12. Banco Central.
13. Protección del medio ambiente, sostenibilidad y desarrollo.
14. Procedimiento de cambio constitucional.
15. Disposiciones transitorias.

El 30 de mayo de 2023 la Comisión Experta concluyó el proceso de redacción del anteproyecto de constitución, que consta de 14 capítulos. El 5 de junio fue presentado el texto definitivo que fue entregado al Consejo Constitucional.
El 30 de octubre de 2023 el Consejo Constitucional aprobó el texto final de la propuesta de constitución.